# Hekkum
Hekkum is een gehucht in de gemeente Het Hogeland in de provincie Groningen. Het plaatsje ligt ongeveer halverwege Adorp en Sauwerd, iets ten westen van de doorgaande weg tussen beide plaatsen.
Het gehucht is ontstaan op een wierde. Langs het gehucht loopt de oude dijk van het Reitdiep. De kronkel die het Reitdiep hier maakte werd in 1661 afgesneden toen het Reitdiep ter plaatse werd rechtgetrokken. Deze oude loop wordt wel de Bocht van Hekkum genoemd.

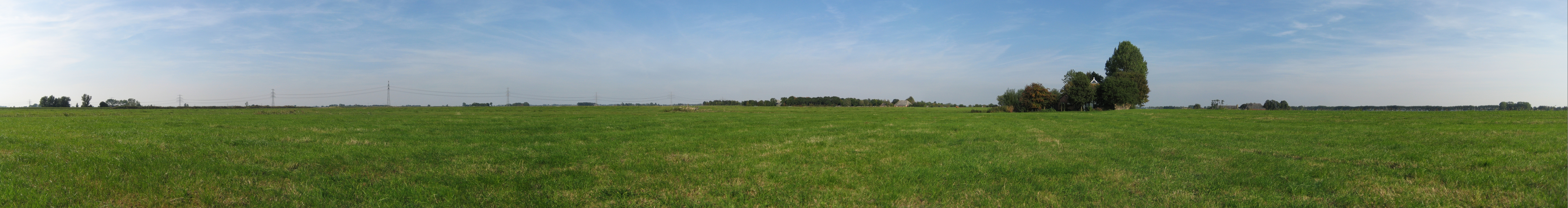
Hekkum (midden), gezien vanuit het zuidwesten in 2009. Links ligt de oostelijke dijk van het Reitdiep en daarnaast, onder de hoogspanningsmasten, Garnwerd. De rij bomen rechts staat aan de doorgaande weg van Adorp naar Aduard. Vanaf het boerderijtje naar rechts zijn op de voorgrond de resten te zien van de dijk die tot 1661 het Reitdiep begrensde.

Hoofdplaats: Uithuizen

Dorpen: Adorp · Den Andel · Baflo · Bedum · Eenrum · Eppenhuizen · Hornhuizen · Houwerzijl · Kantens · Kloosterburen · 't Lage van de Weg · Lauwersoog · Leens · Leenstertillen · Lutjewolde · Mensingeweer · Molenrij · Niekerk · Noordwolde · Oldenzijl · Onderdendam · Onderwierum · Oosteinde · Oosternieland · Pieterburen · Rasquert · Rodewolt · Roodeschool · Rottum · Saaxumhuizen · Sauwerd · Startenhuizen (deels) · Stitswerd · Tinallinge · Uithuizermeeden · Ulrum · Usquert · Vliedorp · Vierhuizen · Warffum · Warfhuizen · Wehe-den Hoorn · Westerdijkshorn · Westernieland · Wetsinge · Winsum · Zandeweer · Zoutkamp · Zuidwolde · Zuurdijk

Buurtschappen, gehuchten, wierden en buurten: 1e Nijhoezen · 2e Nijhoezen · 't Aagt · Abbeweer · Alinghuizen · Arwerd · Barnegaten · Bellingeweer · Bethlehem · Beusum · Bokum · Breede · Broek · Het Bultje · De Dingen · De Raken · De Vennen · Den Haver · Deikum · Doodstil · Douwen · Duisterwinkel · Eelswerd · Eemshaven · Elens · Ellerhuizen · Ernstheem · Ewer · Grijssloot · Groot Maarslag · Groot Wetsinge · De Haar · Hammeland · Den Hander · Harssens · Hefswal · Hekkum · Helwerd · Heuvelderij · Hiddingezijl · Holwinde · De Hoogte · De Horn · De Houw · 't Houweel · De Hucht · Kaakhorn · Katershorn · Kattenburg · Klei · Kleine Huisjes · Klein Garnwerd · Klein Maarslag · Klein Wetsinge · Kolham · Koningslaagte · Koningsoord · De Knijp · Kruisweg · Lutje Marne · Lutke Saaxum · Maarhuizen · (Marnehuizen) · Menkeweer · Menneweer · Midhalm · Midhuizen · Mollenhuizen · Nijenklooster · Noordpolder · Noordpolderzijl · Obergum · Oldenzijl · Oldorp · Oosterhorn · Oosterhuizen (Eenrum) · Oosterhuizen (Zuidwolde) · Oudedijk · Oudeschip · Paapstil · Panser · Plattenburg · Polen · Ranum · Reidland · Roodehaan · Schapehals · Schaphalsterzijl · Schilligeham · Schouwen · Schouwerzijl · Sint Annerhuisjes · 't Stort · De Streek · Takkebos · Ter Laan · Tijum · Valcum · Valom · Wadwerd · Walsweer · Westerhorn (De Marne) · Westerhorn (Hogeland) · Westerklooster · Westpolder · Wierhuizen · Wierum · 't Wildeveld · Willemsstreek · Zevenhuizen